# Épipactis de Müller
Epipactis muelleri
Espèce
Classification phylogénétique
Statut de conservation UICN

 LC  : Préoccupation mineure
Statut CITES
L’Épipactis de Müller ou Épipactis de Mueller (Epipactis muelleri) est une espèce de plantes herbacées vivaces de la famille des Orchidacées.

## Description
Elle mesure de 30 à 60 cm. Ses feuilles sont étroites et lancéolées, les fleurs sont blanc vert pâle, parfois légèrement rosées, avec un hypochile brun.
Elle ressemble beaucoup à l'Épipactis à larges feuilles qui s'en distingue principalement par ses feuilles bien plus larges et ses fleurs dans les tons rosés.

## Habitat
On la rencontre sur des substrats calcaires, en situation éclairée ou à mi-ombre, notamment en bordure  des bois.

## Répartition
L'espèce est trouvée en Europe.

## Vulnérabilité
L'espèce est évaluée comme non préoccupante aux échelons mondial, européen et français.
En France l'espèce est considérée toutefois en danger critique (CR) en Nord-Pas-de-Calais ; en danger (EN) en Auvergne, Île de France, Alsace, Picardie et Haute-Normandie ; vulnérable (VU) en Champagne-Ardennes, Limousin, Pays de la Loire et Centre ; quasi menacée (NT), proche du seuil des espèces menacées ou qui pourraient l'être si des mesures de conservation spécifiques n'étaient pas prises, en Bourgogne et Poitou-Charentes.
Elles est considérée disparue (RE) en Basse-Normandie.

## Protection
En France, l'espèce est protégée dans les régions Alsace, Lorraine, Nord-Pas-de-Calais, Pays de la Loire et Poitou-Charentes.
En Belgique, l'espèce est légalement protégée.

## Galerie

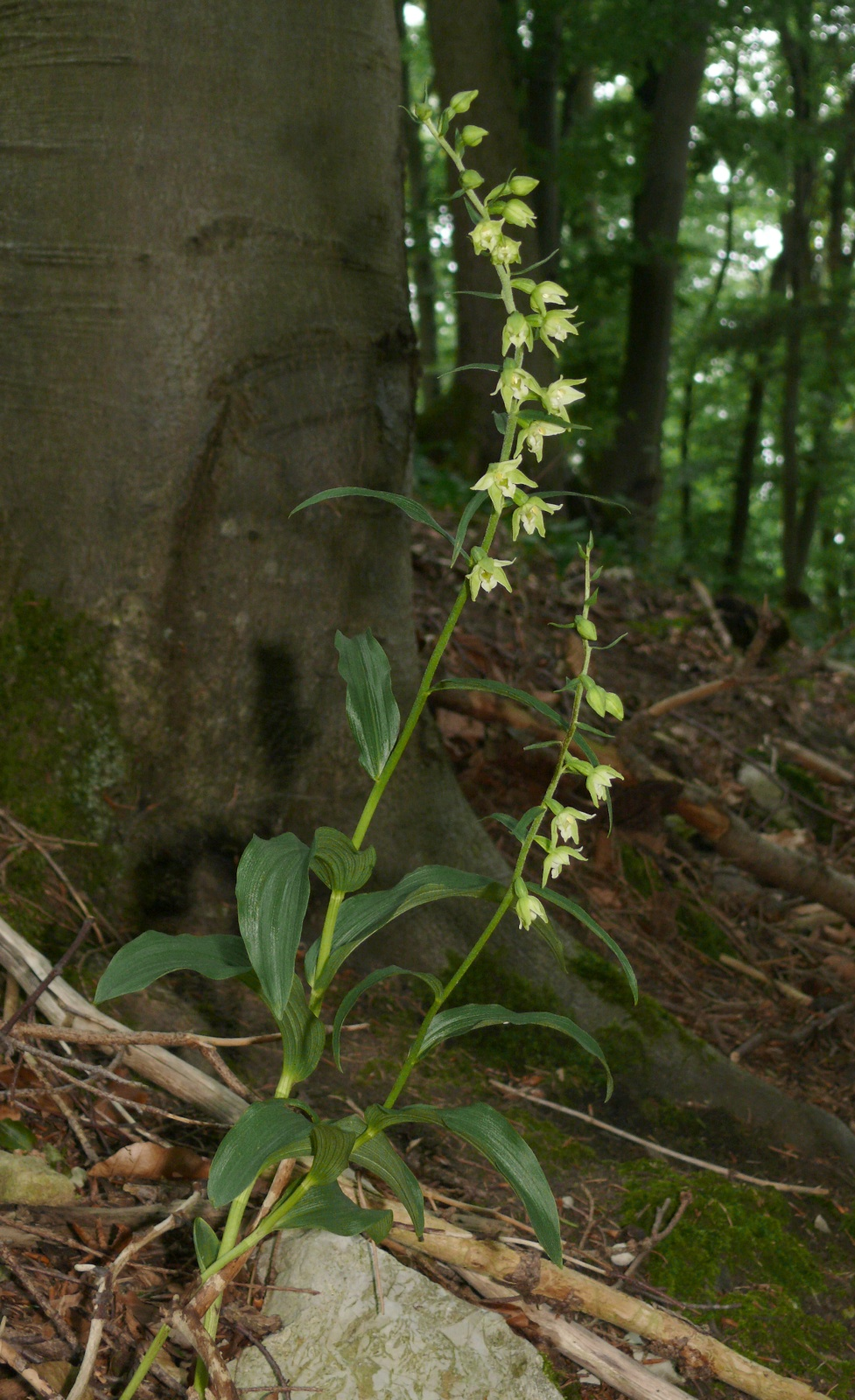
La plante en fleurs
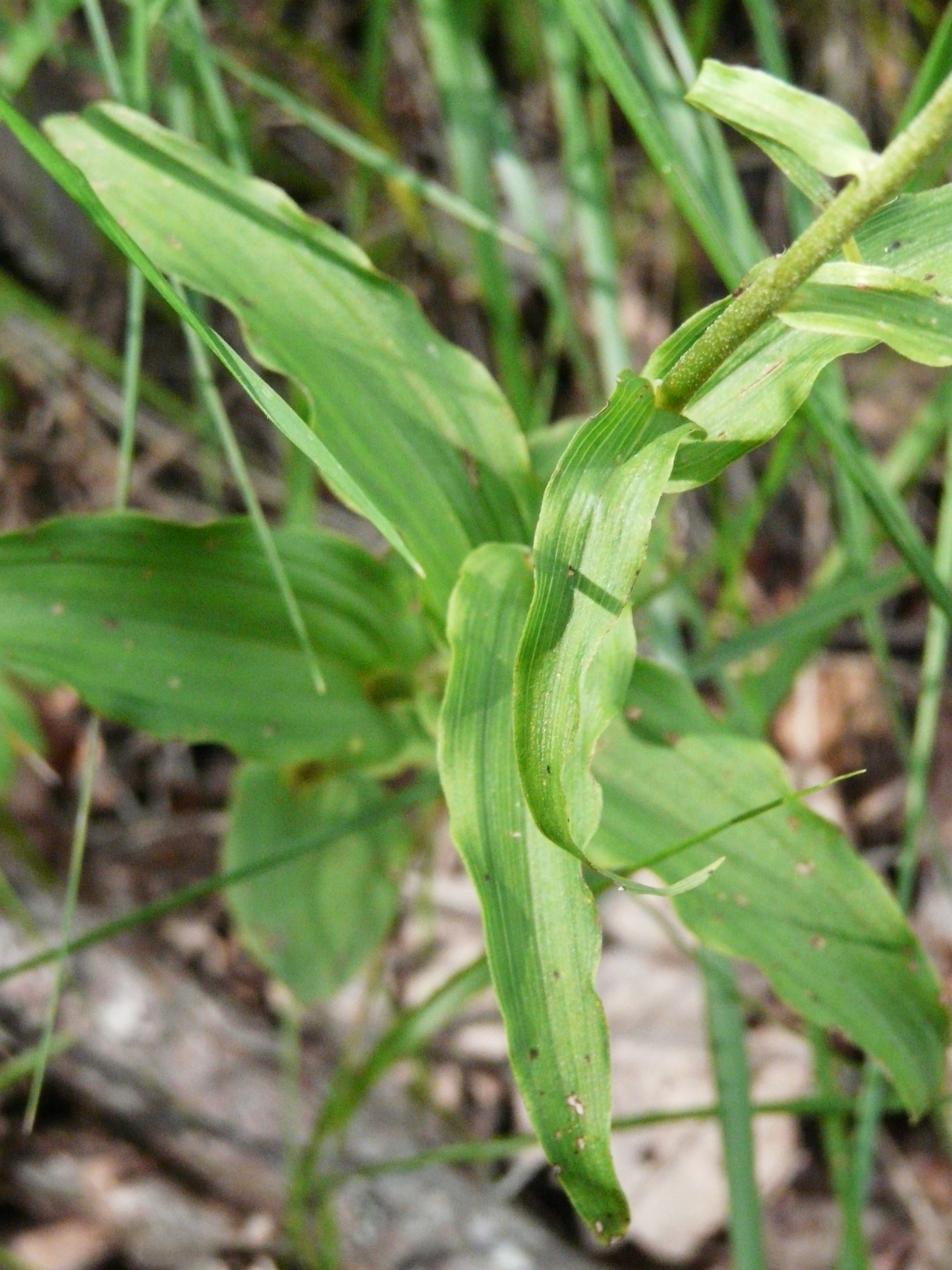
Les feuilles
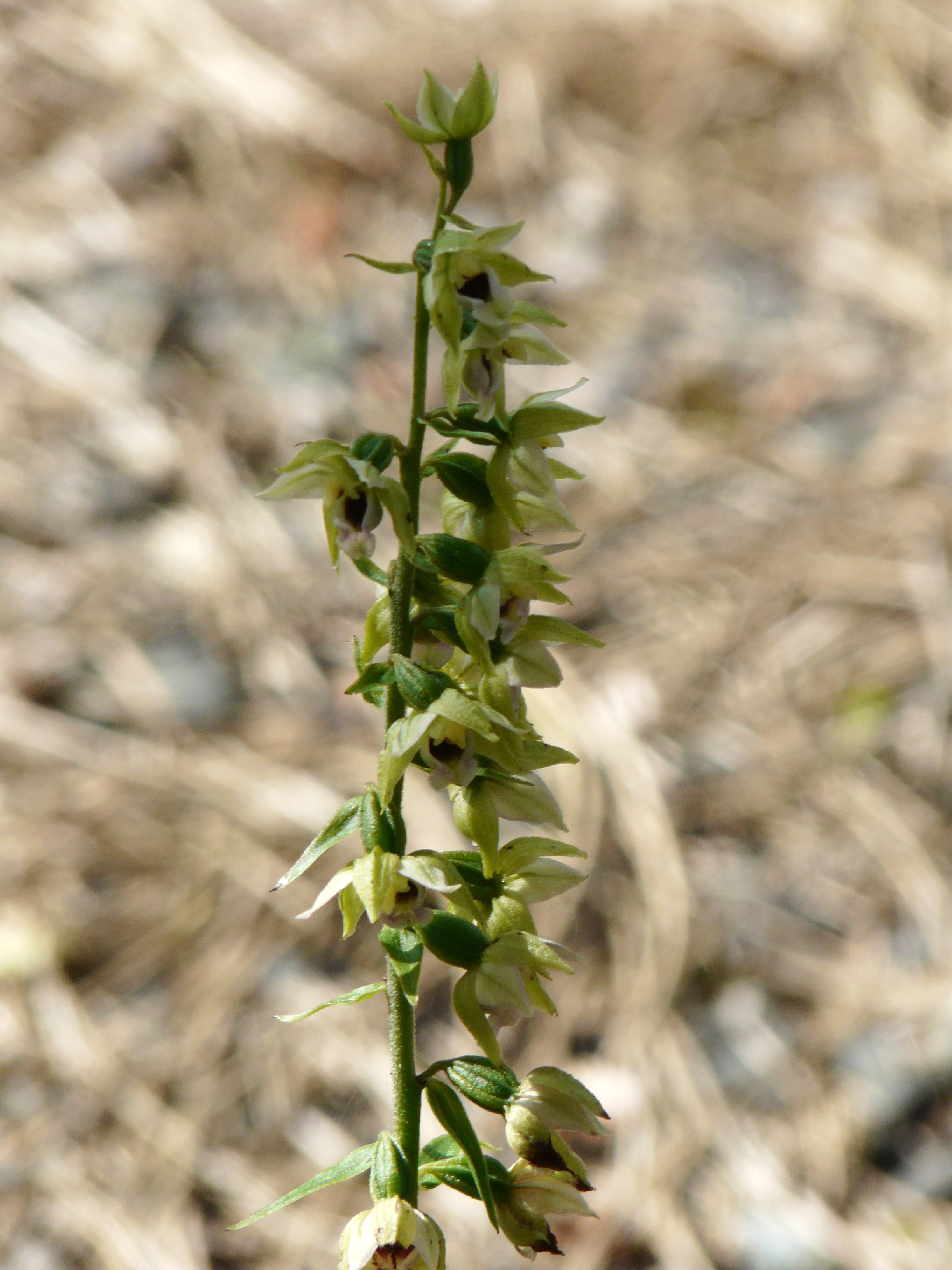
La hampe florale
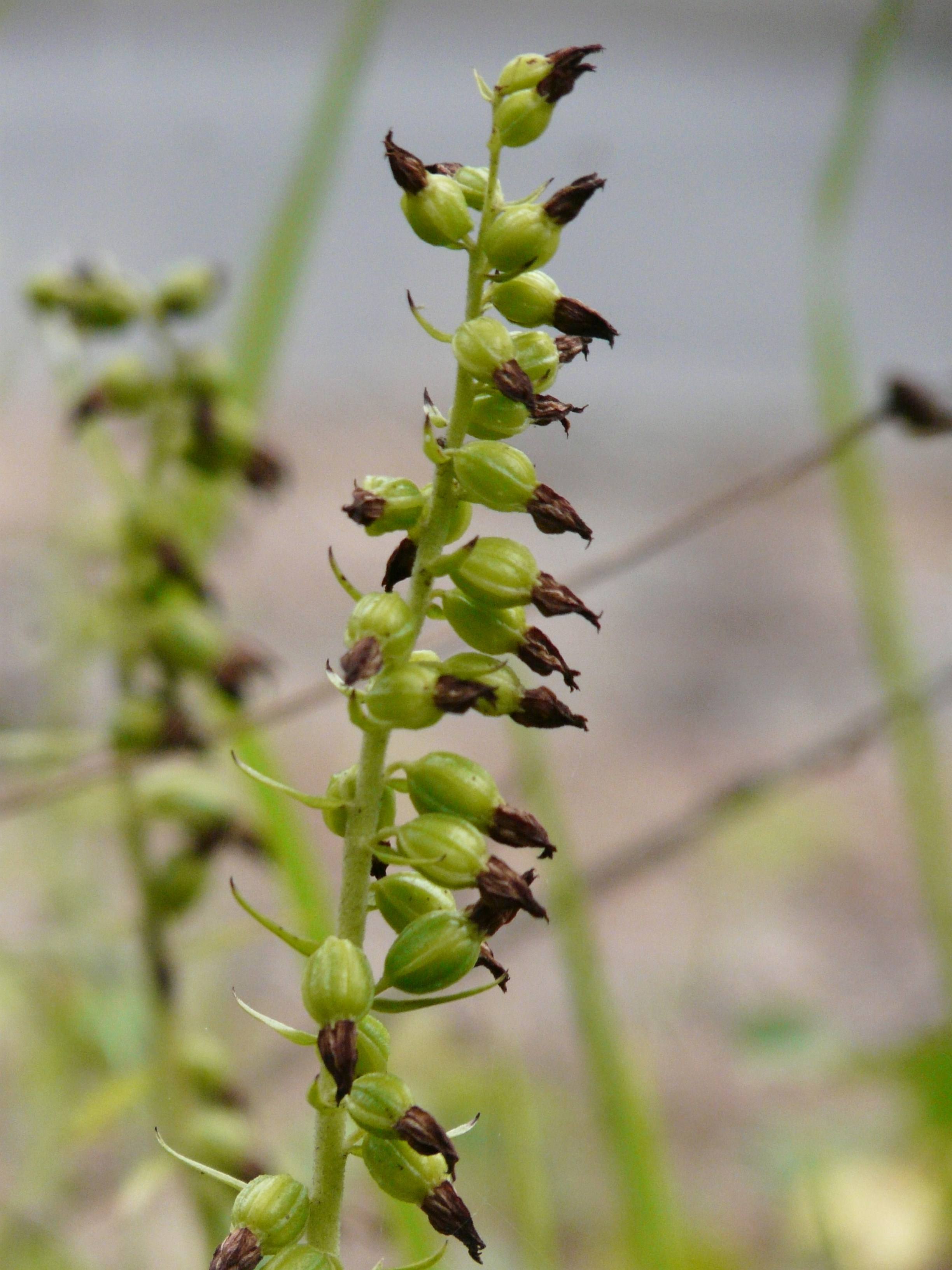
Les fleurs fanées